# Teresa Cabarrús i de Abaria
Teresa Cabarrús i de Abaria (Santander, 3 de maig de 1891 - Barcelona, 29 d'agost de 1948) era filla de Teodor Cabarrús, cònsol de França a Espanya, i Mercedes de Abaria, membre d’una família santanderina. Duia el mateix nom que la seva rebesàvia, que va ser coneguda com a Madame de Termidor, per la seva participació en la Revolució Francesa. Amb la seva actitud i les activitats que dugué a terme, Teresa Cabarrús contribuí a la formació cultural de l'alumnat de l'Acadèmia Marshall, de Barcelona.

## Biografia
Un cop instal·lada amb la família a Barcelona, estudià dibuix i pintura. Parlava diversos idiomes i era aficionada a la literatura. Conegué Frank Marshall, amb qui es casà el 1917 al Consolat Britànic de Barcelona. Conegué també en aquella època Enric Granados. Després de la mort sobtada del músic, el 1916, feu costat al seu marit quan es va fer càrrec de l'escola de música fundada per Granados, que esdevindria l’Acadèmia Marshall. Excepte el anys de la guerra civil, en què estigué a Casablanca, sempre va viure a Barcelona vinculada a la prestigiosa Acadèmia musical.

## La dedicació a l’Acadèmia Marshall
La participació de Teresa Cabarrús en l'escola de música tingué el projecte més ambiciós en els cursos de Declamació i Estudis literaris, uns programes que –al llarg de tres cursos– tenien la intenció de promoure la formació lingüística, literària i artística dels futurs músics, i de dotar-los –al llarg del període d'aprenentatge de piano– dels instruments necessaris, «dels elements tècnics per parlar i escriure amb total correcció i bon gust». I establí «que com a mostra de l'eficàcia d'aquests cursos, i com a pràctica, els alumnes donaran a la sala d'actes de l'Acadèmia, conferències, recitals poètics, representàcions escèniques, etc».
Val a dir que una bona part de l’alumnat de les acadèmies musicals de l’època era femení i les activitats que emprengué Teresa Cabarrús a l’Acadèmia Marshall pretenien augmentar el cabal cultural d’unes alumnes de classe mitjana o burgesa que en molts casos tenien en l'ensenyament del piano la seva única formació.
Va tenir la facultat de congregar al seu entorn, en el context de l’Acadèmia Marshall, un cercle íntim que sovintejà en aquestes activitats pedagògiques complementàries destinades a promoure la formació artística i cultural dels joves alumnesː concerts, sessions teatrals, conferències i recitals de poesia, en què tant es llegia García Lorca com Carner o les poetes americanes.
Dins dels cicles de conferències literàries o d’història de l’art o bé per als recitals poètics, comptà amb Maria Luz Morales, Carmela Eulate, Pilar de Plasencia, Maria Verger, Maria Rusiñol Denís o Elisabeth Mulder. Dins dels programes de concerts, tingué la col·laboració de compositors com Frederic Mompou, Xavier Montsalvatge, Gibert Camins. I de professorat i alumnes de l'escola com ara Alicia de Larrocha, Consol Güell, Giocasta Kussrow, Rosa Balcells… En l'activitat teatral que va introduir a l'escola, incloïa l'aprenentatge de les tècniques de respiració, dicció i memòria; després, en les sessions de ‘teatre de cambra’ es presentaven autors clàssics i també obres de les quals ella mateixa n’era autora: El sarao, en què glossa la poesia de Bécquer, Sueño de amor esquivo, una evocació de Juana Inés de la Cruz; Y dicen que murió de amor, sobre la vida d’Espronceda, obres empeltades de romanticisme tardà i dins de la tradició clàssica.

## Més enllà de l'Acadèmia
La labor de divulgació cultural que dugué a terme s’estengué més enllà de l'escola i Teresa Cabarrús formà part de diverses entitats, com el Patronat de la Residència Internacional de Senyoretes Estudiants de Barcelona, des de les quals dinamitzà –per mitjà del que anomenà sessions d’art– la formació cultural del jovent. Organitzà homenatges, –o bé hi participà– a diferents músics o autors literaris. Així, formà part del Comité pro-monument Enric Granados, constituït a Barcelona per iniciativa de Pau Casals; formà part de l’Agrupació Artística Eduard Marquina, que posà als escenaris, dins del programa Arte y Cultura, obres d’Oscar Wilde; o participà en l’homenatge a Apel·les Mestres celebrat l'any 1935.
La seva tasca de divulgadora literària la portà a iniciar-se en la difusió radiofònica i el gener de l'any 1936 participava en una emissió a Ràdio Barcelona (EAJ-1) dedicada a breus comentaris sobre «La Poesia a través del micròfon» i a la recitació poètica.